# Gli amori d'Apollo e di Dafne

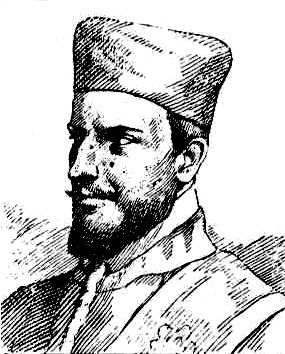
Francesco Cavalli

Gli amori d'Apollo e di Dafne (Kärleken mellan Apollo och Dafne) är en italiensk opera (Dramma per musica) i prolog och tre akter med musik av Francesco Cavalli och libretto av Giovanni Francesco Busenello efter Ovidius Metamorfoser.

## Historia
Operan var Cavallis andra och den hade premiär på Teatro San Cassiano i Venedig under karnevalstiden 1640. Vid operan höjdpunkt begråter Apollo Dafnes förvandling. För att beskriva Apollos egen förvandling från sorg till beslutsamhet använder sig Cavalli av starka dissonanser och oroliga nedåtgående ostinati till en energisk tvåtakt. Denna klagan skiftar mellan recitativ och aria, och följer textens stämning mer noga än dess meter.

## Personer
- Apollo (Haute-contre)
- Dafne (mezzosopran)
- Aurora (sopran)
- Cefalo (tenor)
- Amore (sopran)
- Filena (sopran)
- Alfesibeo (baryton)
- Sonno (baryton)
- Cirilla (haute-contre)
- Venere (mezzosopran)
- Giove (bas)
- Pan (tenor)
- Morfeo (tenor)
- Procris (sopran)
- Itaton (sopran)
- Titonio (tenor)
- Peneo (bas)
- Panto (bas)
- Tre muser (mezzosopran och två sopraner)

## Handling
Guden Amore orsakar så att Apollo blir förälskad i Dafne. Trots att hon avvisar honom förföljer han henne. I sin förtvivlan åkallar hon sin fader Gioves hjälp. Han förvandlar henne till ett lagerträd. En bihandling rör kärleken mellan Aurora och Cefalo.